# Cruz de Gales
La Cruz de Gales es una cruz procesional realizada por Carlos III como regalo a la Iglesia de Gales en su centenario. La cruz de plata presenta dos reliquias de la Vera Cruz que el papa Francisco le entregó a Carlos. La cruz encabezará la procesión hacia la Abadía de Westminster para la coronación de Carlos III el 6 de mayo del 2023.

## Historia
La Cruz de Gales se anunció en el 2021 como un regalo de entonces príncipe Carlos a la Iglesia Anglicana de Gales para conmemorar su centenario, celebrado el año anterior.  La cruz fue bendecida por el arzobispo de Gales Andy John en la Iglesia de la Santísima Trinidad, Llandudno, el 19 de abril del 2023. Encabezará la procesión hacia la Abadía de Westminster para la coronación de Carlos III y Camila el 6 de mayo de 2023. Después de la coronación, la cruz será presentado formalmente a la Iglesia de Gales. El uso de la cruz se compartirá con la Iglesia Católica de Gales como símbolo de cooperación entre las iglesias.

## Descripción y manufactura
La cruz fue diseñada por Worshipful Company of Goldsmiths, con sede en Londres, y está inspirada en obras de arte galesas medievales. La cruz fue hecha por el platero Michael Lloyd, en consulta con la Colección Real. Lloyd usó la técnica de la plata cincelada y dijo que se necesitaron 267.000 golpes de martillo para hacerlo. La plata para la cruz provino de lingotes reciclados de Royal Mint, con sede en Llantrisant. La cruz fue marcada por la London Assay Office con Carlos III aplicando la Marca Real de una cabeza de leopardo en Goldsmiths 'Hall en Londres en noviembre del 2022.
La parte trasera de la cruz está inscrita con un texto tomado del último sermón de san David, patrón de Gales. En galés se lee "Byddwch lawen. Cadwch y ffydd. Gwnewch y Pethau Bychain", ("Sé alegre. Mantén la fe. Haz las cosas pequeñas"). La cruz está montada sobre un eje hecho de madera galesa caída por el viento y tiene un soporte hecho de pizarra galesa. El centro de la cruz presenta, sobre un material de respaldo rojo y visible detrás de un cristal rosa, dos reliquias de la Vera Cruz. Las reliquias son fragmentos de madera que miden 10 milímetros (0,39 pulgadas) y 5 milímetros (0,20 pulgadas) de largo y están dispuestas en forma de cruz. Los fragmentos fueron obsequiados a Carlos por el papa Francisco, de la Iglesia católica, para marcar su coronación.